# Радар-Поште
Радар-Поште (перс. رادارپشته) — село в Ірані, у дегестані Хараруд, в Центральному бахші, шагрестані Сіяхкаль остану Ґілян. За даними перепису 2006 року, його населення становило 293 особи, що проживали у складі 67 сімей.

## Клімат
Середня річна температура становить 14,42°C, середня максимальна – 28,35°C, а середня мінімальна – 0,26°C. Середня річна кількість опадів – 1007 мм.
| Клімат поселення                              | Клімат поселення | Клімат поселення | Клімат поселення | Клімат поселення | Клімат поселення | Клімат поселення | Клімат поселення | Клімат поселення | Клімат поселення | Клімат поселення | Клімат поселення | Клімат поселення | Клімат поселення |
| Показник                                      | Січ.             | Лют.             | Бер.             | Квіт.            | Трав.            | Черв.            | Лип.             | Серп.            | Вер.             | Жовт.            | Лист.            | Груд.            |                  |
| Середній максимум, °C                         | 11,09            | 11,18            | 12,66            | 17,62            | 21,45            | 26,56            | 28,35            | 28,20            | 23,80            | 21,01            | 17,11            | 12,30            |                  |
| Середня температура, °C                       | 5,68             | 5,76             | 7,24             | 12,21            | 16,04            | 21,14            | 24,04            | 23,91            | 19,50            | 16,71            | 12,82            | 8,00             |                  |
| Середній мінімум, °C                          | 0,26             | 0,36             | 1,81             | 6,78             | 10,62            | 15,72            | 19,74            | 19,60            | 15,19            | 12,41            | 8,52             | 3,70             |                  |
| Норма опадів, мм                              | 100              | 84               | 85               | 53               | 44               | 29               | 28               | 49               | 102              | 158              | 142              | 133              |                  |
| Середньомісячна швидкість вітру, м/с          | 2.29             | 2.47             | 2.42             | 2.39             | 2.29             | 2.37             | 2.58             | 2.21             | 2.06             | 2.03             | 2.00             | 2.19             |                  |
| Середньомісячна сонячна радіація, кДж/м²·день | 7120             | 9240             | 11204            | 15678            | 19786            | 21833            | 22513            | 19109            | 15760            | 11053            | 8804             | 6819             |                  |
| --------------------------------------------- | ---------------- | ---------------- | ---------------- | ---------------- | ---------------- | ---------------- | ---------------- | ---------------- | ---------------- | ---------------- | ---------------- | ---------------- | ---------------- |
| Джерело:                                      |                  |                  |                  |                  |                  |                  |                  |                  |                  |                  |                  |                  |                  |